# Queen's Park
Queen's Park är en civil parish i Westminster i Storlondon i England.
Queen's Park är den enda civil parish som bildats i Storlondon sedan en förändring i lagstiftningen 2007 gjorde det möjligt att bilda civil parishes även i Storlondon.